# Парсонсфілд (Мен)
Парсонсфілд (англ. Parsonsfield) — місто (англ. town) в США, в окрузі Йорк штату Мен. Населення — 1791 особа (2020).

## Демографія
Згідно з переписом 2010 року, у місті мешкало 1898 осіб у 764 домогосподарствах у складі 514 родин. Було 1174 помешкання
Расовий склад населення:
| - 97,0 % — білих - 0,4 % — корінних американців - 0,4 % — азіатів - 0,2 % — чорних або афроамериканців |

До двох чи більше рас належало 1,7 %. Частка іспаномовних становила 1,1 % від усіх жителів.
За віковим діапазоном населення розподілялося таким чином: 22,4 % — особи молодші 18 років, 62,8 % — особи у віці 18—64 років, 14,8 % — особи у віці 65 років та старші. Медіана віку мешканця становила 42,4 року. На 100 осіб жіночої статі у місті припадало 101,1 чоловіків;  на 100 жінок у віці від 18 років та старших — 95,1 чоловіків також старших 18 років.
Середній дохід на одне домашнє господарство  становив 60 892 долари США (медіана — 46 016), а середній дохід на одну сім'ю — 63 579 доларів (медіана — 52 596). Медіана доходів становила 44 722 долари для чоловіків та 33 819 доларів для жінок. За межею бідності перебувало 18,3 % осіб, у тому числі 23,6 % дітей у віці до 18 років та 6,4 % осіб у віці 65 років та старших.
Цивільне працевлаштоване населення становило 888 осіб. Основні галузі зайнятості: роздрібна торгівля — 20,4 %, освіта, охорона здоров'я та соціальна допомога — 19,8 %, виробництво — 9,8 %, оптова торгівля — 8,4 %.